# Waldemar Kraft

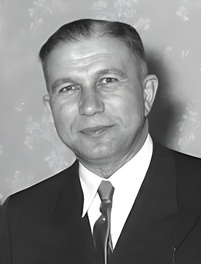
Waldemar Kraft, Foto von Willy Pragher (1955)

Waldemar Erich Kraft (* 19. Februar 1898 in der Ortschaft Brzustow der Gemeinde  Jaratschewo, Kreis Jarotschin, Provinz Posen; † 12. Juli 1977 in Bonn) war ein deutscher Politiker (GB/BHE, ab 1956 CDU).

## Ausbildung und Beruf
Nachdem Kraft, der evangelischen Glaubens war, bis zur Obersekunda die Oberrealschule in Posen besucht hatte, absolvierte er eine landwirtschaftliche Lehre. Als Kriegsfreiwilliger nahm er ab 1915 am Ersten Weltkrieg teil, in dem er zum Reserveoffizier aufstieg und im Sommer 1918 schwer verwundet wurde. Er blieb bis 1920 Soldat und war zuletzt als Kompaniechef eingesetzt, bevor er in das nunmehr polnische Posen zurückkehrte. Von 1921 bis 1939 war er dort Direktor des „Hauptvereins der Deutschen Bauernvereine“, ab 1925 zusätzlich Direktor des „Deutschen Landwirtschaftlichen Zentralverbandes in Polen“. Nach dem Überfall auf Polen 1939 amtierte er bis 1940 als Präsident der Landwirtschaftskammer im annektierten Posen. Von 1940 bis 1945 war er Geschäftsführer der „Reichsgesellschaft für Landbewirtschaftung in den eingegliederten Ostgebieten mbH“ („Reichsland“) in Berlin, die kurz vor Kriegsende nach Ratzeburg verlegt wurde und die für die Enteignung polnischen und jüdischen landwirtschaftlichen Besitzes zuständig war.
Von 1945 bis 1947 war er in Schleswig-Holstein interniert und lebte bis 1950 als Arbeitsloser in Ratzeburg. Von 1949 bis 1951 war er Sprecher der Landsmannschaft Weichsel-Warthe und unterzeichnete die Charta der deutschen Heimatvertriebenen. Später wurde er Ehrenvorsitzender.

## Partei
Kraft beantragte am 15. Februar 1943 die Aufnahme in die NSDAP und wurde zum 1. Mai desselben Jahres aufgenommen (Mitgliedsnummer 9.428.904). Er trat zum 13. November 1939 der allgemeinen SS als Hauptsturmführer bei (SS-Nummer 347.184). Trotz seines erst späten NSDAP-Beitritts, er hätte als Auslandsdeutscher in Polen auch schon vor dem Krieg der NSDAP-Auslandsorganisation beitreten können, charakterisieren ihn Danker und Lehmann-Himmel in ihrer Studie über das Verhalten und die Einstellungen der Schleswig-Holsteinischen Landtagsabgeordneten und Regierungsmitglieder der Nachkriegszeit in der NS-Zeit als „exponiert-nationalsozialistischen“ Besatzungsakteur.
1950 gehörte er zu den Mitbegründern des Bundes der Heimatvertriebenen und Entrechteten (BHE), dessen Landesvorsitzender in Schleswig-Holstein er von 1950 bis 1951 war. 1951 wurde er zum Bundesvorsitzenden des BHE gewählt, der ab dem 14. November 1952 Gesamtdeutscher Block/BHE (GB/BHE) hieß. Nach dem Eklat auf dem Bundesparteitag am 8. und 9. September 1954 um die nicht erfolgte Wiederwahl der Pressereferentin Eva Gräfin Finck von Finckenstein nahm Kraft seine anschließende Wiederwahl zum Bundesvorsitzenden (90 von 131 Stimmen) nicht an.
Am 11. Juli 1955 trat er mit der sogenannten „K.O.-Gruppe“ (nach ihm und Theodor Oberländer benannt) aus dem GB/BHE aus und trat am 20. März 1956 der CDU bei.

## Abgeordneter
Von 1950 bis 1953 war Kraft Mitglied des Landtages von Schleswig-Holstein, wo er den Wahlkreis Lauenburg-West vertrat.
Von 1953 bis 1961 war er danach Mitglied des Deutschen Bundestages, zuerst für den GB/BHE gewählt, trat er am 15. Juli 1955 der CDU/CSU-Fraktion bei. Hier war er von 1960 bis 1961 Vorsitzender des Ausschusses für den Lastenausgleich.
Waldemar Kraft war zuletzt (3. Wahlperiode 1957) über die Landesliste Nordrhein-Westfalen in den Deutschen Bundestag eingezogen.

## Öffentliche Ämter
Vom 5. September 1950 bis zum 25. Juni 1951 war Kraft im Kabinett Bartram Finanzminister und Stellvertreter des Ministerpräsidenten des Landes Schleswig-Holstein. Ab dem 28. Juli 1951 amtierte er als Finanzminister im Kabinett Lübke II, ab dem 28. Oktober 1951 noch zusätzlich als Justizminister und Stellvertreter des Ministerpräsidenten.
Nach der Bundestagswahl 1953 schied er am 20. Oktober 1953 aus der Landesregierung aus und wurde am selben Tag als Bundesminister für besondere Aufgaben in die von Bundeskanzler Konrad Adenauer geführte Bundesregierung berufen. Am 16. Oktober 1956 schied er aus der Bundesregierung aus.

## Ehrungen
- 1956: Großkreuz des Verdienstordens der Bundesrepublik Deutschland